# In vain
Georg Friedrich Haas componeerde in vain (zonder hoofdletters) in 1999/2000.

## Compositie
Het werk zet een traditie voort die eigenlijk al door Alexander Scriabin is ingezet. Er is sprake van totaalbeleving van de compositie. Ditmaal gaat het om de combinatie licht en muziek.
Direct na de start van de uitvoering wordt de zaal geheel in het duister gezet, behalve een kleine belichting van de dirigent. Dit heeft te maken met het feit dat de componist wil bereiken dat zowel uitvoerenden en toehoorders enerzijds zich enigszins ongemakkelijk voelen; anderzijds zich volledig kunnen concentreren op de muziek. In de muziek zelf wordt dit ook toegepast; geen compositie met melodische lijnen, vaste versnellingen en vertragingen, standaard akkoorden. Daarbij komt nog dat Haas een van de late pioniers is van de microtonentechniek, dat wil zeggen dat niet alleen de noten als geplaatst op de witte en zwarte toetsen van de piano worden gespeeld, maar ook die daartussen. Er zijn dus niet alleen halve en hele toonafstanden te horen, maar ook kwarttonen etc.

Je zou verwachten dat dit door dat alles een rommelig geheel wordt; niets is minder waar. Het werk dat ongeveer één uur duurt is één vloeiende beweging en akkoorden die eigenlijk voor het gehoor niet bij elkaar passen, blijken wonderwel harmonieus te klinken. Uiteraard schuren de klanken wel langs elkaar, maar dat valt nergens op. Er zijn wel tempowisselingen, maar die lijken voort te komen uit de muziek zelf.

in vain verwijst indirect ook naar Vanitas, een stroming binnen stillevens bij schilderijen.

## Opdracht
Het werk vloeit voort uit een opdracht van de Duitse omroep WDR. Première in Keulen op 29 oktober 2000 door Klangforum Wien onder leiding van Sylvain Cambreling.

## Bezetting
Fluit 1 (piccolo), fluit 2 (piccolo en basfluit), (alt)hobo, klarinet, basklarinet, (contra)fagot, sopraan/tenorsaxofoon, hoorn 1, hoorn 2, trombone 1, trombone 2, viool 1, viool 2, viool 3, altviool 1, altviool 2, cello 1, cello 2, contrabas, accordeon, harp, percussie 1, percussie 2, piano (en dirigent).
(het aantal instrumenten komt overeen met het gebruikte aantal microtonen).

## Bron
- uitvoering op Kairos